# 建设镇 (马边县)
建设镇，原为建设乡，是中华人民共和国四川省乐山市马边彝族自治县下辖的一个乡镇级行政单位。2020年5月，撤销建设乡，设立建设镇，以原荍坝乡春林村和原建设乡三溪村、光辉村、联河村、水流板村、黄茅埂村、湾儿沟村所属行政区域为建设镇的行政区域。将原建设乡高石头村所属行政区域划归民建镇管辖。

## 行政区划
建设镇下辖以下地区：
三溪村、光辉村、联河村、水流板村、高石头村、黄茅埂村和弯儿沟村。